# Офактуренный кирпич
Офактуренный кирпич — разновидность  облицовочного кирпича, полученного методом диффузионного сращивания высокопрочного мелкозернистого декоративного бетона с керамическим или силикатным кирпичом. Для этого метода применяется технология, исключающая клеевые материалы. Бетонная смесь под действием высокочастотной вибрации проникает в микропоры кирпича и образуют единый монолитный материал после твердения облицовочного слоя бетона в специальных полимерных формах. В результате получается облицовочный кирпич, имеющий ложковую и (или) тычковую стороны, выполненные из декоративного цветного бетона. Поверхность такого бетона может быть глянцевой, матовой или иметь вид « дикого камня» .